# Stephanie Swift
Stephanie Swift, pseudonimo di Melodi Maurine Clark (Louisiana, 7 febbraio 1972), è un'ex attrice pornografica statunitense.

## Biografia e carriera pornografica
Nata in Louisiana. A dieci anni, dopo che suo padre è morto di cancro, si è trasferita con la famiglia nel sud della California. A diciannove anni ha vissuto a San Diego e ha lavorato come stripper per sei mesi in un locale chiamato The Body Shop. Successivamente ha posato nuda come modella per cinque anni ed è anche apparsa sulla rivista per adulti britannica Club International.
Nel 1995 ha cominciato a lavorare come attrice pornografica. La sua prima scena softcore è stata in Up Close and Dangerous, trasmessa su Playboy TV, mentre la sua prima scena di sesso hardcore è stata nel film Space Sirens. Nel 2004 ha lanciato la propria compagnia di produzione chiamata Swift Entertainment, nella quale essa era regista, sceneggiatrice e produttrice. Nel 1998 ha vinto un AVN Award come Female Performer of the Year. Nel 2002, dopo aver concluso il suo contratto, si prende una pausa di due anni dall'industria e ritorna nel 2004, iniziando anche a dirigere delle scene.
Nel 2006 è entrata a far parte del AVN Hall of Fame, mentre nel 2008 del XRCO Hall of Fame.
Nel 2009 le è stata diagnosticata una forma aggressiva di cancro alla mammella sinistra, per il quale ha subito una doppia mastectomia. I test effettuati dopo il primo intervento hanno rivelato che il cancro si è esteso ai linfonodi. Il trattamento di cura ha incluso la chemioterapia.
Nel 2011 la Swift ha girato un video per la fondazione xxxchurch nel quale ha spiegato la sua decisione di uscire dall'industria pornografica. Ha anche descritto la sofferenza durante il periodo dell'infanzia per essere stata abusata sessualmente da parte di alcuni suoi familiari.

## Riconoscimenti
- AVN Awards
  - 1998 – Female Performer of the Year[11]
  - 1998 – Best Actress (video) per Miscreants[11]
  - 1999 - Best Couples Sex Scene (film) per Shipwreck con Mickey G[12]
  - 2006 – Hall of Fame[13]
- XRCO Award
  - 1998 – Best Girl-Girl Scene per Miscreants con Tiffany Mynx e Jeanna Fine[14]
  - 2008 – XRCO Hall of Fame[14]

## Filmografia

### Attrice
- Anal Adventures Of Max Hardcore: Hombre (1995)
- Casting Call 11 (1995)
- Cherry Poppers 10 (1995)
- Euro-max 4 (1995)
- Fresh Meat 2 (1995)
- Homegrown Video 450: More Bagin For The Buck (1995)
- Horny Hiker (1995)
- Max 4: The Harder They Come (1995)
- MH Home Video 288: Cunt of the Month March (1995)
- Misty Rain's Anal Orgy (1995)
- More Dirty Debutantes 44 (1995)
- Nothing Sacred (1995)
- Passage To Pleasure (1995)
- Pickup Lines the Movie (1995)
- Private Desires (1995)
- Profiles 2: Generation Sex (1995)
- Profiles of the Young And Horny (1995)
- Ridin' The Big One 2 (1995)
- Sex 4 Life (1995)
- Sex Freaks (1995)
- Video Virgins 23 (1995)
- Video Virgins 24 (1995)
- Virgins (1995)
- Wedding Night Blues (1995)
- What's In It For Me? (1995)
- 2 Wongs Make A White (1996)
- All American Pie (1996)
- Anal Anarchy (1996)
- Ancient Secrets of the Kama Sutra (1996)
- Asses Galore 1: From L.A. to Brazil with Love (1996)
- Asses Galore 5: T.T. vs. The World (1996)
- Babewatch 5 (1996)
- Babewatch 6 (1996)
- Bodyslammers (1996)
- Butthole Bunnies (1996)
- Casting Call 16 (1996)
- Cat Lickers 4 (1996)
- Cheerleader Strippers (1996)
- Cloud 900 (1996)
- Deep Behind the Scenes with Seymore Butts 1 (1996)
- Deep Dippin' Anal Babes (1996)
- Delinquents on Butt Row (1996)
- Dick and Jane Go to a Bachelor Party (1996)
- Dinner Party 2 (1996)
- Dream House (1996)
- Erotic Zones (1996)
- Filthy Little Bitches (1996)
- Final Obsession (1996)
- Finger Sluts 1 (1996)
- Freaknic (1996)
- Going To The Extreme (1996)
- In Cold Sweat (1996)
- Knight In Shining Panties (1996)
- Let's Play Naked (1996)
- Lollipop Shoppe 1 (1996)
- Lollipop Shoppe 2 (1996)
- Many Faces Of P.J. Sparxx (1996)
- Masque (1996)
- Max Gold 2 (1996)
- Micky Ray's Hot Shots 1 (1996)
- Mindset (1996)
- Night of the Living Bed (1996)
- No Man's Land 15 (1996)
- Ona's Doll House 4 (1996)
- Over Exposed (1996)
- Palace Of Pleasure (1996)
- Passions Of Sin (1996)
- Porno O.D. (1996)
- Pussyman Auditions 21 (1996)
- Rebel Without A Condom (1996)
- Right Up Her Alley (1996)
- Roller Babes (1996)
- Seduction of Annah Marie (1996)
- Seymore's Squirters 1 (1996)
- Shadows Of Lust (1996)
- Shane's World 2: Cabin Fever (1996)
- Shayla's Swim Party (1996)
- Show And Tell (1996)
- Sleepover (1996)
- Star Girl (1996)
- Stardust 8 (1996)
- Swing (1996)
- Turnabout (1996)
- Up And Cummers 29 (1996)
- Vagabonds (1996)
- Venom 6 (1996)
- Video Virgins 32 (1996)
- Video Virgins 34 (1996)
- Virgin Dreams (1996)
- War Whores (1996)
- Whiplash (1996)
- XXX (1996)
- Yin Yang Oriental Love Bang 3: Bangkok Dreams (1996)
- Adam And Eve's House Party 5 (1997)
- American Dream Girls 21 (1997)
- Ancient Asian Sex Secrets (1997)
- Appointment for Sex (1997)
- Audition (1997)
- Babewatch 7 (1997)
- Bad Boyz (1997)
- Bad Wives 1 (1997)
- Basic Elements (1997)
- Beautiful (1997)
- Beautiful Evil (1997)
- Big Game (1997)
- Blaze (1997)
- Blowjob Adventures of Dr. Fellatio 2 (1997)
- Born Bad (1997)
- Call Girls (1997)
- Censored (1997)
- Convention Cuties (1997)
- Cumback Pussy 6 (1997)
- Desire For Sex (1997)
- Devil To Pay (1997)
- Dirty Bob's Xcellent Adventures 35 (1997)
- Diva 4: Sexual Aria (1997)
- Domination Nation 1 (1997)
- Domination Nation 2 (1997)
- Encino Housewife Hookers (1997)
- End (1997)
- Extreme Strictness In Morals (1997)
- Face Jam (1997)
- Female of the Species (1997)
- Femania (1997)
- Femania 2 (1997)
- Fur Burgers (1997)
- Gang Bang Angels (1997)
- Ginger's Island 2 (1997)
- Heart and Soul (1997)
- House That Black Built (1997)
- Indigo Delta (1997)
- Intense Perversions 5 (1997)
- Just Milk It (1997)
- Kym Wilde's On The Edge 41 (1997)
- Lethal Lust (1997)
- Liquid Lust 1 (1997)
- Lotus (1997)
- Miscreants (1997)
- Mission Erotica (1997)
- Muff Divers 5 (1997)
- No Man's Land 18 (1997)
- Philmore Butts Looking for Lust (1997)
- Playback 1 (1997)
- Private Strippers (1997)
- Promotions Company 1378: Stephanie S. (1997)
- Promotions Company 1379: Stephanie S. (1997)
- Pure Romance (1997)
- Rainwoman 10 (1997)
- Rear View Mirror (1997)
- S.M.U.T. 1 (1997)
- Search For Buttwoman (1997)
- Second Wife's Club (1997)
- Sex for Hire 2 (1997)
- Shane's World 8: Bachelorette Bash (1997)
- Show Me The Money (1997)
- Sin-a-matic 2: Big Island Style (1997)
- Skin 11: Unbound (1997)
- Smoke And Mirrors (1997)
- Snatch Masters 29 (1997)
- Sodomania 22 (1997)
- Sodomania: Slop Shots 3 (1997)
- Stripper's Serenade (1997)
- Taming of the Crew (1997)
- Temporary Positions (1997)
- Tight Squeeze (1997)
- Topless Body Shop (1997)
- Turnabout (1997)
- Two Lays In The Valley (1997)
- Uncontrollable Lust (1997)
- Undercover (1997)
- Video Virgins 35 (1997)
- Virgin Kink 1 (1997)
- Wet Dreams 1 (1997)
- Where The Girls Sweat 4 (1997)
- Wicked Minds (1997)
- Wild Experiences (1997)
- World's Luckiest Man (1997)
- Zone (1997)
- Adult Video News Awards 1998 (1998)
- Adventures In Paradise 5 (1998)
- American Werewhores (1998)
- Angel Eyes (1998)
- Backseat Driver 5 (1998)
- Best of Shane 1 (1998)
- Buffy Malibu's Nasty Girls 18 (1998)
- Club Sunset (1998)
- Debbie Does Dallas '99 (1998)
- Debbie Does Dallas: The Next Generation (1998)
- Desperate Measures (1998)
- Different Drummer (1998)
- Divine Rapture (1998)
- Double Feature (1998)
- Eros (1998)
- Exile (1998)
- First Time Ever 4 (1998)
- Five Sins (1998)
- Full Moon Fever (1998)
- Good the Bad and the Wicked (1998)
- Heartache (1998)
- Interview With A Goddess (1998)
- KKSS: Katja Kean's Sports Spectacular (1998)
- Knockout (1998)
- Kristen's Krazy Girlie Adventures 2 (1998)
- Last Day (1998)
- LeeAnna Heart Raw (1998)
- Mobsters Wife (1998)
- Montana Gunn for President 2000 (1998)
- Other Side of Serenity (1998)
- Photoplay (1998)
- Playback 2: Fast Forward (1998)
- Pornogothic (1998)
- Prey (1998)
- Rage (1998)
- Rude Girls 1 (1998)
- S.M.U.T. 2: Moving Violations (1998)
- Search For The Snow Leopard (1998)
- Sex Files 4 (1998)
- Sexy Nurses 3 (1998)
- Shipwreck (1998)
- Skin Game (1998)
- Sodomania Smokin' Sextions 2 (1998)
- Sodomania: Slop Shots 4 (1998)
- Sudden Passions (1998)
- Sweet Little Pervert (1998)
- Swift Justice (1998)
- Tails of Perversity 5 (1998)
- Takin It Outside (1998)
- Terminal Case Of Love (1998)
- Tina Tyler's Favorites 2: Lesbian Lick-a-thon (1998)
- To Live And Love In LA (1998)
- Tropic Of Eros (1998)
- Video Virgins 43 (1998)
- Welcome to the Cathouse (1998)
- What Makes You Cum (1998)
- Wicked Covergirls (1998)
- Wicked Sex Party 1 (1998)
- Wrong Snatch (1998)
- XRCO Awards 1998 (1998)
- Xtreme Janine (1998)
- Bare Bitch Project (1999)
- Before They Were Pornstars 2 (1999)
- Breaking Up (1999)
- Crossroads (1999)
- Desiree (1999)
- Diva Girls (1999)
- Doc's Best Pops 1 (1999)
- Enter the Dragon Lady (1999)
- Exhibitionist 1 (1999)
- Fantasy Connection (1999)
- Farrah's All Girl Adventure 2 (1999)
- Hell On Heels (1999)
- Kissing Game (1999)
- Operation: Centerfold (1999)
- Operation: Centerfold 2 (1999)
- Pushover (1999)
- Raw Footage: Take One (1999)
- Sex 4 Life Too (1999)
- Sex for Life Too (1999)
- Sex Safari (1999)
- Sexual Odyssey (1999)
- Tales From The Pink (1999)
- Wicked Sex Party 2 (1999)
- XRCO Awards 1999 (1999)
- Art House Porno 2: Kitty Korral (2000)
- Art House Porno 3: Dark Haired Ladies (2000)
- Deep Inside Nikita (2000)
- Dream Quest - La regina dei sogni (2000)
- Exhibitionist 2 (2000)
- Flash (2000)
- Gen Sex (2000)
- Her Secret Life (2000)
- Ruby's All Night Diner (2000)
- Sex Over Easy (2000)
- Sexual Delirium (2000)
- Shadowland (2000)
- Sodomania: Slop Shots 8 (2000)
- Spa (2000)
- Swift Picks (2000)
- Backseat Confidential (2001)
- Chances (2001)
- Chloe: Extreme Close Up (2001)
- Gang Bang Angels Slopshots (2001)
- Jack And Jill (2001)
- Lexus: Up Close and Personal (2001)
- Love Shack (2001)
- On The Ropes (2001)
- Park Avenue (2001)
- Phantom Love (2001)
- Red Dragon (2001)
- Roadblock (2001)
- Stringers (2001)
- Valley of the Valets (2001)
- 4 A Good Time Call (2002)
- Adult Video News Awards 2002 (2002)
- After Hours (2002)
- Crack Pack (2002)
- Devinn Lane Show 2: Less Talk More Action (2002)
- Falling From Grace (2002)
- Fluffy Cumsalot, Porn Star (2002)
- Hercules (2002)
- Hook-ups 1 (2002)
- Makin' It (2002)
- Oral Rookies (2002)
- Pussy Fingers 7 (2002)
- Real Female Orgasms 3 (2002)
- Sex On Film (2002)
- Sodomania: Slop Shots 11 (2002)
- Female Ejaculation Review (2003)
- Never Enough (2003)
- Real Swift (2003)
- Simply Stephanie (2003)
- XXX Factor (2003)
- Agent (2004)
- All She Wants And More (2004)
- All Tied Up (2004)
- Award Winning Sex Scenes (2004)
- Bolivia Euro Exposed (2004)
- Coming On Set (2004)
- Contestants (2004)
- Dirty Debutantes: Best Scenes 10 (2004)
- Faraway (2004)
- Gathering Of Thoughts (2004)
- Lickity Slit (2004)
- Pussy Foot'n 11 (2004)
- Sweatshop (2004)
- Viewer Discretion (2004)
- Welcome to the Valley 4 (2004)
- Young Wet Bitches 1 (2004)
- Clam Smackers (2005)
- Cum Buckets 3 (2005)
- Fresh and Natural 3 (2005)
- Gangbang Allstars (2005)
- Girly Girlz 3 (2005)
- Guide to Eating Out (2005)
- Lettin' Her Fingers Do The Walking (2005)
- Naughty Bits (2005)
- Nerdz (2005)
- Revenge of the Dildos (2005)
- Stephanie Swift is in the Pink (2005)
- Sucking the Big One (2005)
- VIP 54 (2005)
- Jenna's Depraved (2006)
- No Man's Land Interracial Edition 9 (2006)
- Sexpose' 3: Brittney Skye (2006)
- Ultimate Poker Babes: Adult Stars Strip-Off (2006)
- Girlvana 3 (2007)
- Just Between Us (2007)
- Lesbian Seductions 15 (2007)
- Lesbian Tutors 4 (2007)
- Lesbian Tutors 5 (2007)
- Open Up And Say Ahhh (2007)
- Potty Mouth (2007)
- 10 Dirty Talkin' Masturbators 2 (2008)
- 50 State Masturbate (2008)
- All Alone 3 (2008)
- Burn (2008)
- Cockstar (2008)
- Economic Stimulation (2008)
- Finger Licking Good 5 (2008)
- Frosty The Snow Ho (2008)
- Gallop on His Pole (2008)
- Last Rose (2008)
- Lesbian Adventures of Satine Phoenix (2008)
- Lesbian Confessions 1 (2008)
- Lesbian Psychotherapists 2 (2008)
- MILF Next Door 4 (II) (2008)
- Nina Loves Girls 1 (2008)
- No Boys No Toys 2 (2008)
- Roller Dollz (2008)
- Seasoned Players 6 (2008)
- Star 69: Strap Ons (2008)
- Stephanie Loves Girls (2008)
- When MILFs Attack (II) (2008)
- Wife Switch 5 (2008)
- Back Strokes and Toilette Fantasies (2009)
- Cheating Housewives 6 (2009)
- Desperate Housewhores: Stephanie Swift's Sex Party (2009)
- Fox Holes (2009)
- Ginger Loves Girls (2009)
- Girlvana 5 (2009)
- Kaylani Lei's Fornic-Asian (2009)
- Ladies Room 1 (2009)
- Legends and Starlets 1 (2009)
- Lesbian Adventures: Lingerie Dreams (2009)
- Lesbian Chronicles 3 (2009)
- Lesbian Confessions 3 (2009)
- Man with a Maid: Tales of Victorian Lust (2009)
- Masturbation Nation 4 (2009)
- MILF Squad (2009)
- Naughty Office 16 (2009)
- Office: A XXX Parody 1 (2009)
- Revenge Inc. (2009)
- Stepmother 1: Sinful Seductions (2009)
- You've Got a Mother Thing Cumming 3 (2009)
- Alone With The Enemy (2010)
- Bangover (2010)
- Hotel Sin (2010)
- Piece of the Action (2010)
- Stripper (2010)
- Adam and Eve's 40th Anniversary Collection (2011)
- Her First Lesbian Sex 22 (2011)
- ASSministrators ASSistant (2012)
- Babe Buffet: All You Can Eat (2012)
- Cuntry Girls (2012)
- Sexpionage (2012)
- Tuna Helper (2012)

### Regista
- All She Wants And More (2004)
- All Tied Up (2004)